# Кизим, Леонид Денисович

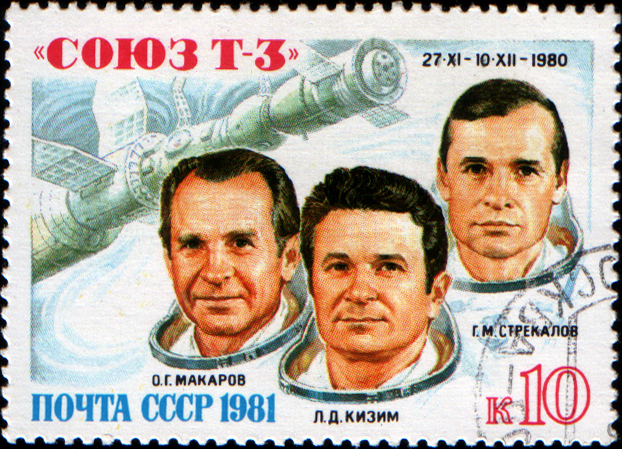
Марка СССР «Полёт космонавтов Л. Д. Кизима, Г. М. Стрекалова и О. Г. Макарова на транспортном корабле „Союз Т-3“» (1981, 10 копеек, ЦФА № 5169, Скотт № 4920).

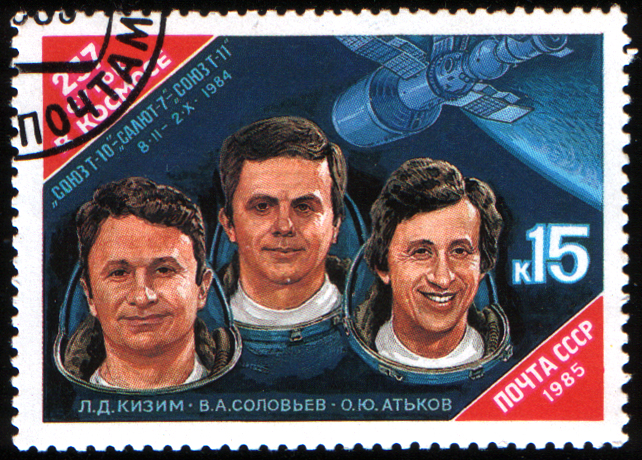
Марка СССР «Исследования, проведённые космонавтами Л. Д. Кизимом, В. А. Соловьёвым и О. Ю. Атьковым на орбитальном комплексе „Союз Т-10“ — „Салют-7“ — „Союз Т-11“» (1985, 15 копеек, ЦФА № 5645, Скотт № 5376).

Леони́д Дени́сович Кизи́м (5 августа 1941, Красный Лиман, Сталинская область, Украинская ССР — 14 июня 2010, Москва) —  летчик-космонавт СССР, дважды Герой Советского Союза, генерал-полковник авиации.

## Биография
Среднюю школу окончил в 1958 году. После школы поступил в Черниговское высшее военное авиационное училище лётчиков, которое окончил в 1963 году. Служил в Военно-воздушных силах СССР. Имеет квалификации «Военный летчик 1 класса» и «Летчик-испытатель 3 класса».

Член Коммунистической партии Советского Союза с 1966 года.
В отряд космонавтов (Группа ВВС № 3) зачислен в 1965 году. В отряде прошёл полный курс общекосмической подготовки, а также курс подготовки к полётам на космических кораблях «Союз» и «Союз Т», орбитальной станции «Салют». Параллельно с подготовкой учился в Военно-воздушной академии имени Ю. А. Гагарина, которую окончил в 1975 году.
Входил в состав дублирующего экипажа космического корабля «Союз Т-2» во время его полёта в июне 1980 года.
Первый полёт в космос совершил на космическом корабле «Союз Т-3» в качестве командира корабля. В экипаж также входили Олег Григорьевич Макаров и Геннадий Михайлович Стрекалов. Полёт проходил с 27 ноября по 10 декабря 1980 года. За время полёта экипажем был выполнен комплекс ремонтных работ на борту станции «Салют-6». Общая продолжительность пребывания в космосе составила 12 дней 19 часов 7 минут и 42 секунды.
Входил в состав дублирующего экипажа космического корабля «Союз Т-6» во время его полёта в июне 1982 года. В сентябре 1983 года входил в состав дублирующего экипажа «Союз Т-10А» (на корабле при старте произошёл взрыв ракеты-носителя).
Второй полёт в космос совершил на космическом корабле «Союз Т-10» в качестве командира корабля. В экипаж также входили Владимир Алексеевич Соловьёв и Олег Юрьевич Атьков. Полёт проходил с 8 февраля по 2 октября 1984 года. Во время полёта в течение 237 дней работал на борту станции «Салют-7». Принимал на борту станции две экспедиции: советско-индийскую в составе Геннадия Михайловича Стрекалова, Юрия Васильевича Малышева и индийского космонавта Ракеша Шармы, а также экипаж космического корабля «Союз Т-12» — Игоря Петровича Волка, Владимира Александровича Джанибекова, Светлану Евгеньевну Савицкую. Во время работы на станции сделал шесть выходов в открытый космос (совместно с Владимиром Соловьёвым). Вернулся на Землю на космическом корабле «Союз Т-11». Общая продолжительность второго полёта составила 236 дней 22 часа и 49 минут, общая продолжительность пребывания в открытом космосе — 22 часа 50 минут.
Третий полёт совершил на космическом корабле «Союз Т-15» в качестве командира корабля. В экипаж также входил Владимир Соловьёв. Полёт проходил с 13 марта по 16 июля 1986 года. В ходе полёта впервые в мире был совершён перелёт с одной орбитальной станции («Мир») на другую («Салют-7») и обратно. Со станции на станцию было перевезено более 800 килограммов грузов.
Во время полёта выполнил 2 выхода в открытый космос с борта станции «Салют-7» для развёртывания и испытания раздвижной фермы:
28.05.1986 — продолжительностью 3 часа 50 минут;
31.05.1986 — продолжительностью 5 часов 00 минут. Общая продолжительность третьего полёта составила 125 дней и 56 секунд.

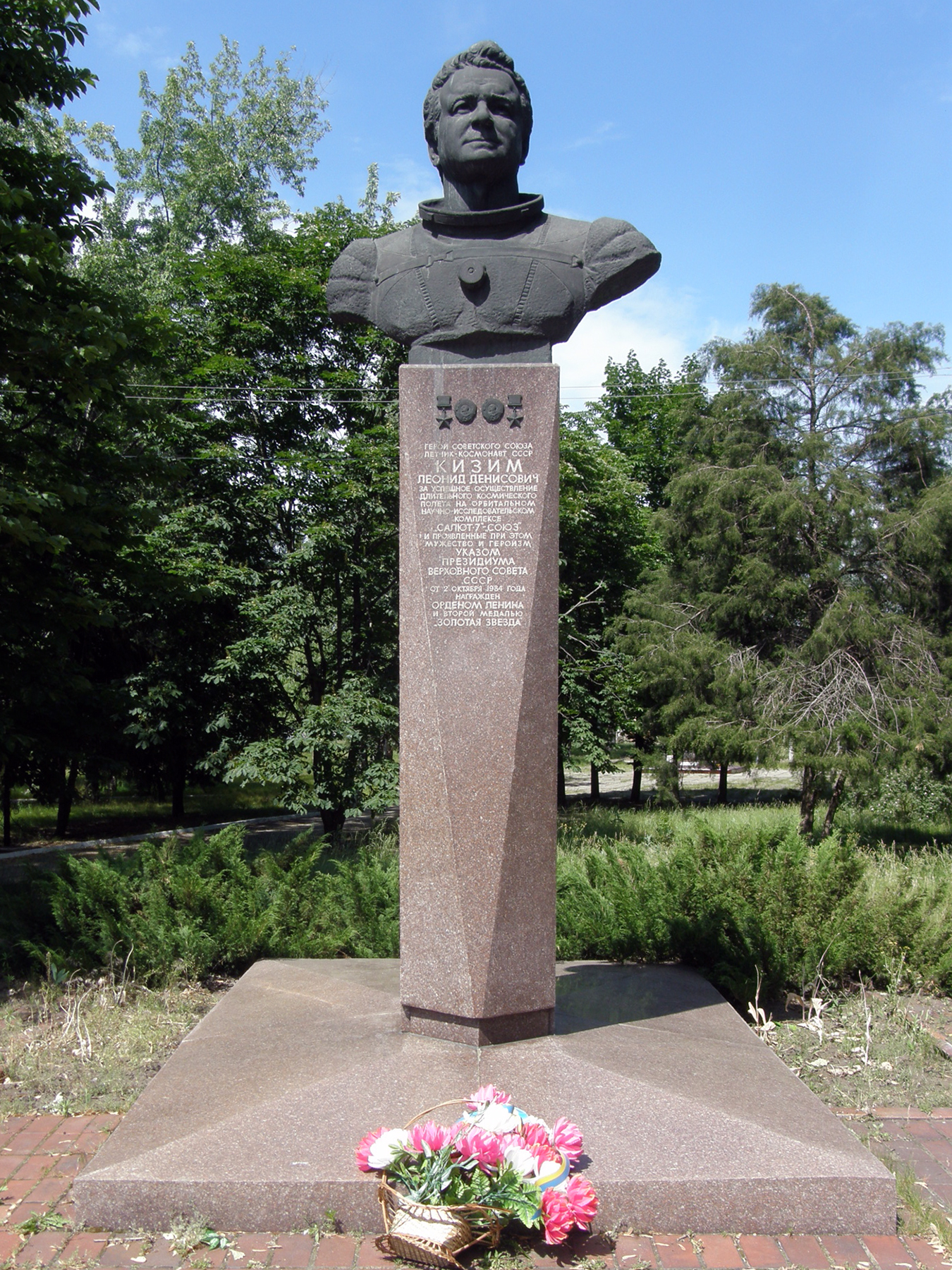
Памятник Леониду Кизиму в родном Лимане, 1987, скульптор В. П. Полоник, архитектор А. Л. Лукин

29 июня 1986 года назначен командиром группы космонавтов-исследователей. 13 июня 1987 года приказом Главкома ВВС № 374 отчислен из отряда космонавтов в связи с поступлением в Военную академию Генерального штаба имени К. Е. Ворошилова ВС СССР, которую окончил через два года.
С 24 июня 1989 года служил заместителем начальника Главного центра Командно-измерительного комплекса (КИК) Управления начальника космических средств (УНКС) МО СССР.
С 27 октября 1991 года — заместитель начальника Космических средств МО СССР (с августа 1992 года — Военно-космических сил РФ) по боевой подготовке.
С 1992 года работал заместителем командующего Военно-космическими силами Министерства обороны Российской Федерации.
С 11 мая 1993 по сентябрь 2001 года являлся начальником Военной инженерно-космической академии (с 1998 года — университета) имени А. Ф. Можайского (Санкт-Петербург).
Лётчик-космонавт СССР, дважды Герой Советского Союза Л. Д. Кизим после выхода в отставку проработал на кафедре систем автоматического управления ЛЭТИ пять лет. Его участие в жизни ЛЭТИ вызывало всеобщий интерес и желание прикоснуться к легенде космоса. Впервые стало практиковаться участие аспирантов и работников промышленности в преподавательской деятельности.
Указом президента Российской Федерации от 6 сентября 2001 года № 1102 и приказом министра обороны России от 10 сентября 2001 года № 743 уволен из Вооружённых сил Российской Федерации в запас по достижении предельного возраста для военнослужащих (60 лет).
Умер 14 июня 2010 года. Похоронен 18 июня 2010 года на Троекуровском кладбище в Москве.

## Семья
Отец — Денис Леонтьевич (1910—1984), железнодорожник, участник Великой Отечественной войны. Мать — Варвара Александровна (1914), железнодорожник, участница Великой Отечественной войны.
Брат — Виктор Кизим (1951), лётчик Харьковского объединённого авиаотряда Украинского управления Гражданского воздушного флота.
Первая жена — ? Сын Денис Кизим родился 15 июня 1973 года, окончил вечерний факультет Академии народного хозяйства имени Плеханова.
Вторая жена — Галина Фёдоровна Кизим (1948—2012). Дочь Татьяна Кизим родилась 24 мая 1984 года.

## Отличия
- Дважды Герой Советского Союза (10 декабря 1980, 2 октября 1984).
- Орден Почёта (23 февраля 1998).
- Орден Дружбы (21 февраля 1996) — за большой вклад в успешное завершение первого этапа российско-американского сотрудничества в области пилотируемых космических полётов по программе «Мир — Шаттл»[4].
- Три ордена Ленина (10 декабря 1980, 2 октября 1984, 16 июля 1986).
- Золотая медаль имени К. Э. Циолковского АН СССР (1987)[5]
- Медаль «За освоение целинных земель» (1980).
- Медаль Алексея Леонова (Кемеровская область, 2015, посмертно) — за восемь совершённых выходов в открытый космос[6].
- Девять юбилейных медалей.
- Заслуженный мастер спорта СССР (1981).

Иностранные награды:
- Медаль «100-летие падения Османского ига» (НРБ).
- Орден «Кирти Чакра» (Индия, 1985).
- Орден Сухэ-Батора (МНР).
- Медаль «30 лет победы над Японией» (МНР).
- Медаль «60 лет МНР».
- Кавалер ордена Почётного легиона (Франция, 1982).
- Орден «За заслуги» III ст. (Украина, 15 августа 2001 года) — за весомый личный вклад в повышение международного авторитета Украины, укрепление сотрудничества и дружественных связей с исторической Родиной и по случаю 10-летия независимости Украины[7].

## Воинские звания
- Лейтенант (17.10.1963).
- Старший лейтенант (5.3.1966).
- Капитан (19.3.1968).
- Майор (3.2.1971).
- Подполковник (7.5.1974).
- Полковник (12.12.1980).
- Генерал-майор авиации (7.7.1992).
- Генерал-лейтенант авиации (31.12.1993).
- Генерал-полковник авиации (5.5.1995).